# Thelypteris tamandarei
Thelypteris tamandarei är en kärrbräkenväxtart som först beskrevs av Eduard Rosenstock, och fick sitt nu gällande namn av Ponce. Thelypteris tamandarei ingår i släktet Thelypteris och familjen Thelypteridaceae. Inga underarter finns listade.